# SolidarMed
SolidarMed ist ein Schweizer Verein, der sich für die Gesundheitsversorgung und den langfristigen Aufbau von Gesundheitsdiensten in Afrika engagiert. Die Schwerpunktländer sind: Lesotho, Mosambik, Tansania, Sambia und Simbabwe.
Der Verein mit Sitz in Luzern wurde 1926 als Schweizerischer Katholischer Verein für Missionsärztliche Fürsorge gegründet, 1953 in  Schweizerischer Katholischer Missionsärztlicher Verein und 1987 in SolidarMed – Christlicher Dienst für Medizinische Zusammenarbeit umbenannt.
SolidarMed leistet mit dem Aufbau, der Verbesserung und der langfristigen Sicherung der medizinischen Grundversorgung einen wesentlichen Beitrag dazu, dass das Recht auf Gesundheit auch von den Menschen in den ärmsten Ländern Afrikas eingelöst werden kann und dass Gesundheit als Entwicklungsfaktor wirksam werden kann. Dies geschieht durch:
- Umfassende Gesundheitsprogramme zur Bekämpfung von HIV/Aids, Malaria, Cholera, Tuberkulose usw.
- Spitalpartnerschaften z. B. durch Erarbeitung von Business Plänen
- Stärkung des Managements von Gesundheitssystemen auf Bezirksebene
- Förderung der Aus- und Weiterbildung von Gesundheitspersonal z. B. durch Bau von Schulen
- Unterstützung lokaler Initiativen in der Gesundheitsförderung und Prävention
- Unterstützung von Partnerspitälern z. B. mit Fachpersonal

Als Botschafter für SolidarMed wirken der Schweizer Fussball-Nationalspieler Stephan Lichtsteiner (seit 2009), der Radio- und Fernsehmoderator Nik Hartmann (seit 2009), das Model Nadine Strittmatter (seit 2012) und der Mountainbike-Olympiasieger Nino Schurter (seit 2017).
SolidarMed ist ZEWO-zertifiziert.